# Прыгун Коимбры
Прыгун Коимбры (лат. Callicebus coimbrai) — вид приматов семейства Саковые. Назван в честь бразильского зоолога Адельмара Коимбры.

## Описание
Этот прыгун имеет чёрный лоб и макушку, а также узор из тёмных и светлых полос на спине. Отличается от других прыгунов формой черепа и челюстей: череп меньше, зубы U-образные, тогда как у других прыгунов V-образные. Длина тела составляет 33–36 см, вес около 1 кг. Хвост оранжевого цвета, длинный (46–48 см), пушистый, нецепкий, помогает удерживать равновесие при передвижении. Имеют маленькую плоскую морду с широко расставленными ноздрями и глубокие карие глаза. Конечности чёрные, задние достаточно длинные. Половой диморфизм не выражен.

## Поведение
Как и остальные прыгуны, этот вид всеяден, в рационе листья, фрукты, мелкие животные. Также учеными были зафиксированы факты поедания из гнёзд птичьих яиц и птенцов бледногрудого дрозда.
Образует небольшие группы, состоящие из трёх—пяти особей. Группа состоит из взрослых самца и самки и их потомства. Территория группы от 2 га до 20 га. Каждая группа агрессивно защищает свою территорию.
Ведут древесный образ жизни, обитая в нижнем и среднем ярусах леса, едят также на деревьях. Спускаются на землю только в случае необходимости. Много времени уделяют сну.
Обладают сложными вокализациями, используя громкие звуки для коммуникации и защиты от врагов — гвианской гарпии, нарядного хохлатого орла, грифа-индейки и желтобрюхого капуцина. Также для защиты используют искусство камуфляжа, сливаясь с окружающей средой в густой листве.

## Распространение
Населяют прибрежные дождевые леса в районе устья рек Сан-Франсиску и Итапикуру в Бразилии. Общая площадь ареала всех популяций этого вида около 300 км².

## Размножение
Самцы ухаживают за самками и создают моногамные пары. Беременность длится около 5 месяце,самка рожает одного (реже двух) детёнышей с октября по январь. Основную роль в заботе о потомстве играет самец, который носит детёныша на себе и занимается им весь день, принося матери на кормление. Молодые особи отлучаются от груди в возрасте 5 месяцев, к 2–3 годам достигают половой зрелости и покидают свою семейную группу для создания пары. В дикой природе живут до 20 лет, в неволе более 25 лет.

## Охрана
Общая численность дикой популяции по разным оценкам составляет от 500 до 2500 взрослых особей.
Включён в Красный список  МСОП как вид, находящийся под угрозой исчезновения. Занесён в Приложение II Конвенции о международной торговле видами, находящимися под угрозой исчезновения. С целью снижения давления на оставшуюся популяцию Бразилия приняла меры защиты на федеральном, государственном и муниципальном уровнях, включая ограничение на создание новых сельских поселений. В 2003 году вид был включен в Официальный список находящихся под угрозой исчезновения видов фауны Бразилии. Для защиты оставшихся популяций в 2007 году был создан заповедник дикой природы Мата-ду-Жунко, а также частные заповедники.
В 2011 году Национальный центр исследований и сохранения бразильских приматов разработал Национальный план действий по сохранению северо-восточных приматов, включая прыгуна Коимбры.